# Фрањо Јелачић
Фрањо Јелачић (21. април 1746—4. фебруар 1810) је био хрватски генерал, учесник Француских револуционарних и Наполеонових ратова.

## Биографија
Рођен је у Петрињи. Ступио је 1763. године у 1. бански граничарски пешадијски пут, 1772. године именован је сатником, 1789. године потпуковником. Учествовао је у Рату за баварско наслеђе (1778-1779) и Аустријско-турском рату (1788–1790). Године 1789. учествује у опсади Цетина, а следеће године се истиче у одбрани Љубине. Између 1793. и 1799. године учествује у Француским револуционарним ратовима. Послат је 1793. године у Белгију као заповедник корпуса хрватско-славонских стрелаца. Следеће године је именован пуковником Слуњског граничарског пешадијског пука. Истиче се у биткама код Вилена, Темпјевеа и Мајзенхајма (1795), Сент Вендела, Вирцбурга и Ашафенбурга (1796). Послат је 1797. године на ратиште у Италију. Није се успео спојити са војском Александра Суворова након пораза кога му је нанео Андре Масена. У одбрани Фелдкирха (22. и 23. март) одбија нападе бројније француске војске под генералима Николом Удином и Масеном и присиљава их на повлачење преко Рајне. Због тога је одликован Витешким крстом Реда Марије Терезије. Цар Франц I му је 1808. године доделио титулу барона. Након закључења мира 1800. године именован је подмаршалом и заповедником дивизије у Петроварадину, а потом и у Карловцу. Године 1802. постао је пуковник 62. линијског пешадијског пука. Током Наполеонових ратова, Јелачић је 1805. године штитио леви бок војске генерала Карла Мака у бици код Улма. Након неуспешног повлачења, предао се 14. новембра због чега је пензионисан. Рехабилитован је и поново активиран 1808. године. Запосео је Салцбург 1809. године као заповедник дивизије. Сукобио се са италијанским вицекраљем Еженом де Боарнеом (Наполеоновим рођаком) код Сент Михаила 25. маја 1809. године. Учествовао је у бици код Ваграма. На цареву заповест, распустио је 1810. године прекосавске граничарске пукове који су прешли у француску службу. Написао је Ратни дневник на немачком језику.
Син Фрање Јелачића био је бан Јосип Јелачић. Имао је и сина Ђуру Јелачића, такође познатог војсковођу.